# Фатуллаева, Басти Ханалы кызы
Басти Ханалы кызы Фатуллаева (азерб. Bəsti Xanalı qızı Fətullayeva; 1921, Ленкоранский уезд — 1986, Сумгаит) — советский азербайджанский животновод, Герой Социалистического Труда (1959).

## Биография
Родилась в 1921 году в селе Чахырлы Ленкоранского уезда Азербайджанской ССР (ныне село в Масаллинском районе Азербайджана).
В 1937—1964 годах — звеньевая, доярка колхоза «Правда» Масаллинского района. В 1959 году колхоз «Правда» продал государству мяса, молока и яиц в три раза больше плана, а сама Фатулаева за год надоила по 6511 килограммов молока от каждой из 10 закрепленных за нею коров. В 1965—1982 годах мастер Сумгаитской ткацкой фабрики.
Указом Президиума Верховного Совета СССР от 25 декабря 1959 года за достигнутые в 1959 году высокие показатели в животноводстве Фатулаевой Басти Ханалы кызы присвоено звание Героя Социалистического Труда с вручением ордена Ленина и золотой медали «Серп и Молот».
Активно участвовала в общественной жизни Азербайджана. Член КПСС с 1949 года. Депутат Верховного Совета Азербайджанской ССР 2-го созыва. В 1957 году была членом ЦК КП Азербайджана.
С 1982 года — пенсионер союзного значения.
Скончалась в 1986 году в городе Сумгаит.